# Musica getutscht und außgezogen
Musica getutscht und außgezogen (vollständiger Titel: Musica getutscht und außgezogen durch Sebastianus Virdung, Priester von Amberg verdruckt, um alles Gesang aus den Noten in die Tabulaturen dieser benannten dreye Instrumente der orgeln, der Lauten und der Flöten transferieren zu lernen kürzlich gemacht) ist ein musiktheoretisches Werk von Sebastian Virdung und erschien 1511. Es ist das älteste gedruckte Handbuch über Musikinstrumente.

## Aufbau und Inhalt
Das Werk wurde in Form eines Dialogs zwischen Lehrer und Schüler abgefasst. Diese Form des Lehrtextes war bereits in der Antike beliebt und nimmt meist Bezug auf Platon als berühmtestes Vorbild.
Ähnlich dem Syntagma musicum von Michael Praetorius strebt es die Klassifizierung der bekannten Musikinstrumente der Musik der Renaissance an. Den Beschreibungen der Instrumente fügte Virdung zahlreiche Holzschnitt-Illustrationen hinzu. Die in Musica getutscht vorgenommene Systematisierung der Instrumente nach dem eigentlichen Tonerzeuger (Saite, Zunge, Pfeife etc.) hat bis heute Gültigkeit.
Virdung berief sich bei dieser Arbeit auf ein älteres instrumentalkundliches Werk, das heute unbekannt ist („getutscht“ = eingedeutscht, übersetzt; „ausgezogen“ = Kurzfassung, Auszug). Virdungs Abhandlung war bis in die zweite Hälfte des 16. Jahrhunderts hinein bedeutsam und richtungsweisend für den Instrumentenbau, die Instrumenten-Ikonographie, Instrumenten-Klassifikation, Instrumenten-Soziologie und Instrumenten-Notation. Bis heute ist sie eine wichtige Quelle für musikgeschichtliche Studien und für den historischen Musikinstrumentenbau.

## Klassifizierung der Musikinstrumente
Siehe auch: Liste historisch-musiktheoretischer Literatur

## Ausgaben
- Sebastian Virdung: Musica getutscht und außgezogen. Erhard Oeglin, o. O. [Basel] 1511 (Digitalisat).
- Sebastian Virdung: Musica getutscht. Hrsg. von Klaus Wolfgang Niemöller. Faksimile-Nachdruck der Ausgabe 1511. Documenta musicologica 31. Bärenreiter, Kassel 1970, ISBN 3-7618-0004-5.
- Beth Bullard (Hrsg. u. Übers.): Sebastian Virdung: Musica getutscht. A treatise on musical instruments (1511). Cambridge University Press, Cambridge 1993, ISBN 0-521-03277-6.